# 縁日の達人
『縁日の達人』（えんにちのたつじん）は、2006年12月2日にバンダイナムコゲームスから発売されたWii用ゲームソフト。Wiiのローンチタイトルの一つ。Wiiリモコンとヌンチャクを使って縁日の屋台に出展されているような様々な遊びを体感できる。2人一緒に協力して行う遊びもある。

## 屋台一覧
- ヨーヨー釣り[4]
- 射的[4]
- 輪投げ[4]
- バルーンアート[4]
- 金魚すくい[4]
- たこ焼き[4]
- ダーツ[4]
- クレープ[4]
- 占いの館[4]
- お化け屋敷[4](隠し屋台)